# Cololejeunea smitinandii
Cololejeunea smitinandii là một loài Rêu trong họ Lejeuneaceae. Loài này được Tixier mô tả khoa học đầu tiên năm 1973.